# Chimarocephala
Chimarocephala is een geslacht van rechtvleugeligen uit de familie veldsprinkhanen (Acrididae). De wetenschappelijke naam van dit geslacht is voor het eerst geldig gepubliceerd in 1875 door Scudder.

## Soorten
Het geslacht Chimarocephala omvat de volgende soorten:
- Chimarocephala californica Bruner, 1905
- Chimarocephala elongata Rentz, 1977
- Chimarocephala pacifica Thomas, 1873